# ستيفن بارنت (لاعب كرة الماء)
ستيفن بارنت (بالإنجليزية: Steven Barnett)‏ هو لاعب كرة الماء أمريكي، ولد في 6 يونيو 1943 في لوس أنجلوس في الولايات المتحدة.

## وصلات خارجية
- ستيفن بارنت على موقع الاتحاد الدولي للسباحة (الإنجليزية)
- ستيفن بارنت على موقع الاتحاد الدولي للسباحة (الإنجليزية)
- ستيفن بارنت على موقع قاعة مشاهير السباحة الأمريكية (الإنجليزية)
- ستيفن بارنت على موقع اللجنة الأولمبية الدولية (الإنجليزية)
- ستيفن بارنت على موقع أوليمبيديا (الإنجليزية)